# Agathe Backer Grøndahl
Agathe Backer Grøndahl (Holmestrand, 1 de dezembro de 1847 – 4 de junho de 1907) foi uma pianista e compositora norueguesa.
Backer nasceu numa família rica e amante da arte, sendo a segunda mais nova de quatro irmãs e todas elas dotadas de pintura e música. Em 1857 mudou-se com a família para Christiania, onde estudou com Otto Winther-Hjelm, Halfdan Kjerulf e Ludvig Mathias Lindeman. Entre 1865 e 1867 estudou com Theodor Kullak e composição sob o comando de Richard Wuerst no Akademie der Tonkunst em Berlim, onde viveu com a sua irmã Harriet.
Casou com o realizador e professor de canto Olaus Andreas Grundahl em 1875, e desde então ficou conhecida como Agathe Backer Grundahl. O seu filho Fridtjof Backer-Grundahl (1885-1959) foi também um grande pianista e compositor, que promoveu com grande devoção nos seus concertos o trabalho da sua mãe.3
Ganhou lá muita fama graças à sua interpretação do concerto "Imperador" de Beethoven. Em 1889 e 1890 deu concertos em Londres e Birmingham com um programa abrangente, incluindo o concerto de piano de Grieg. Depois disso, foi proclamada uma das maiores artistas de piano do século por George Bernard Shaw, que também comentou a sensibilidade, simetria e economia artística das suas composições. Na Exposição Mundial de Paris, em 1889, repetiu o seu êxito com a sua brilhante interpretação do concerto para piano de Grieg. Foi então que começou a sofrer de problemas nervosos, embora tenha eventualmente retomado a sua carreira artística como pianista. Mais tarde, na década de 1890, tornou-se quase completamente surda. Deu os seus últimos concertos na Suécia e na Finlândia no outono de 1901. Depois retirou-se para dar aulas.
Como compositora, Agathe Backer Grøndahl desempenhou um papel importante no período muitas vezes chamado a idade de ouro da história da música norueguesa. Ela compôs no total cerca de 400 peças abrangendo setenta números opus, e foi uma personagem proeminente na cena musical norueguesa; sendo um amigo próximo de Edvard Grieg. As suas composições anteriores sintetizaram as ideias pianistas e estilísticas predominantes da Europa dos anos 50. Nos seus últimos anos, porém, o seu estilo transformou-se e antecipou algumas das ideias impressionistas do início do século XX, o que acabou por levar a compositora Pauline Hall a chamá-la de a primeira verdadeira impressionista norueguesa.